# Ice-Felix Felix-PC
Ice-Felix Felix-PC (Felix-PC) је био професионални рачунар фирме Ice-Felix који је почео да се производи у Румунији од 1981. године.
Користио је 8088 или 8086 као микропроцесор. RAM меморија рачунара је имала капацитет од 256 до 640 KB. 
Као оперативни систем кориштен је MS-DOS 3.0, 3.3.

## Детаљни подаци
Детаљнији подаци о рачунару Felix-PC су дати у табели испод.
|                       |                                                                         |
| [ 1 ]                 |                                                                         |
| Произвођач            |                                                                         |
| Тип                   | професионални рачунар                                                   |
| Меморија              | 256 до 640 KB                                                           |
| Поријекло             | Румунија                                                                |
| Година                | 1981                                                                    |
| Тастатура             | стандардна PC тастатура са 10 функцијских тастера и нумеричка тастатура |
| Процесор              |                                                                         |
| Фреквенција процесора | 5 затим 4,77                                                            |
| RAM                   | 256 до 640 KB                                                           |
| ROM                   | 12 до 96 KB                                                             |
| Текст                 | 40 или 80 стубова x 25 линија                                           |
| Графика               | једна боја Hercules или CGA или EGA у боји                              |
| Боја                  | 64                                                                      |
| Звук                  | уграђени звучник, 1 глас                                                |
| Димензије             | непознато                                                               |
| Портови               |                                                                         |
| Оперативни систем     |                                                                         |